# Obaleč dubový
Obaleč dubový (Tortrix viridana) je motýl, jehož housenky poškozují listy dřevin žírem. V Česku způsobuje při přemnožení rozsáhlé holožíry, které postupují od vrcholu koruny dolů.

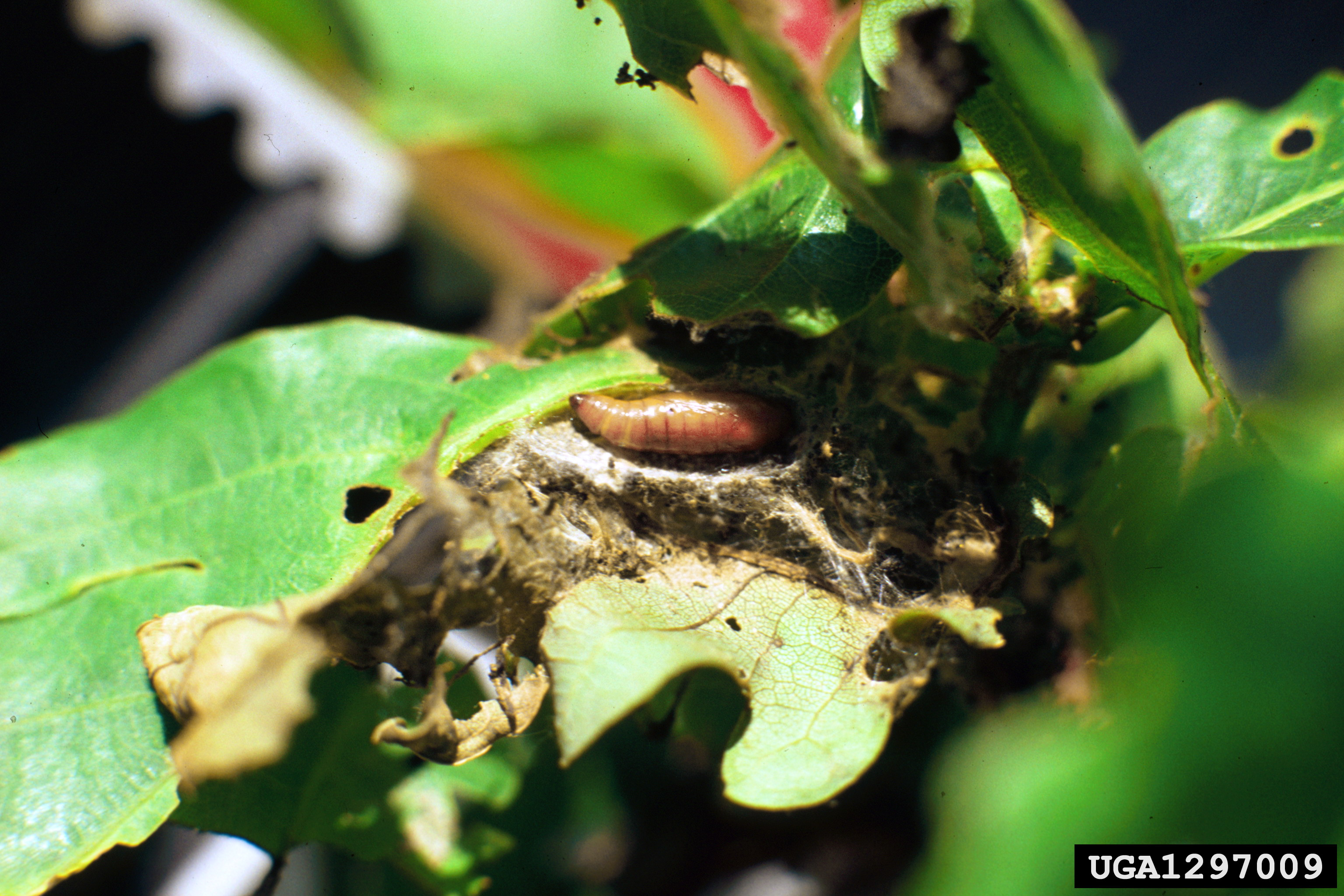
Kukla.

## Zeměpisné rozšíření
Druh je rozšířen v celé oblasti západního palearktického výskytu dubu (Quercus sp.). V Evropě i v Česku je běžným druhem.

## Popis
Rozpětí křídel dospělce je asi 16 až 24 mm (uváděno 13mm). Dospělí motýli mají křídla trávově zelená, zelenožlutá až světle zelená. Zadní křídla a zadeček jsou šedé. Hlava je žlutá, hruď zelená a břicho šedé. Mladé housenky jsou okrově šedé až šedobéžové, lesklé a mají tmavé hlavy. Starší housenky jsou špinavě zelené nebo šedozelené. Larvy procházejí pěti fázemi růstu. Vajíčka jsou kulovitá a asi 0,7 mm široká. Jsou zpočátku světle žlutá a později hnědé barvy.

## Biologie
Samice kladou v červnu 50-60 vajíček na větvičky nebo listy lesních i okrasných dřevin. Vajíčka jsou kladena ve skupinách po dvou. Vajíčka jsou zprvu pokryta lepkavými sekrety, které zachytí řasy a nečistoty, a ty pak vajíčka maskují. Zárodek se vyvíjí do dubna příštího roku, kdy se líhnou larvy a raší pupeny.
Mladé larvy se zavrtávají do rašících pupenů, konzumují mladé listy. Housenky živí hlavně dubovým listím, ale také listím z buku lesního, vrby, javoru, bříz, habrů či topolu, ale i kopřivy, borůvky a jiných rostlin. Za tři-čtyři týdny se kuklí v kokonu z listů. Po dalších tři-čtyřech týdnech vylétá jako dospělec. Motýli se rojí od konce května do konce června. Obaleč dubový se vyskytuje především v dubových lesích, dále v parcích a zahradách.

### Přirození nepřátelé
Obaleč dubový je napadán mnohými parazity a je také kořistí predátorů. Mezi jeho přirozené nepřátele patří:

#### Dvoukřídlí
Actia crassicornis, Actia exoleta, Actia pilipennis, Arrhinomya Tragica, Bessa fugax, Bessa Selecta, Blondelia nigripes, Compsilura concinnata, Discochaeta hyponomeutae, Nemorilla floralis, Nemorilla maculosa, Phytomyptera niviventris, Pseudoperichaeta insidiosa, Zenillia libatrix

#### Blanokřídlí
- čeleď kovověnkovití - Amblymerus mediterraneus, Amblymerus tibialis, Pteromalus cupreus, Apanteles emarginatus, Apanteles solitarius, Eubadizon extensor, Macrocentrus abdominalis;
- čeleď lumkovití - Campoplex diffiformis, Diadromus candidatus, Diadromus troglodytes, Euclytus fontinalis, Gelis rusticus, Glypta bipunctoria, Glypta cicatricosa, Ischnus defensor, Hemiteles areator, Sinophorus albida, Theronia atalantae, Trichomma enecator, Triclistus globulipes
- čeleď stehnatkovití - Brachymeria intermedia, Brachymeria minuta, Chorinaeus cristator

#### Brouci
Stenhomalus muscorum.

## Rostlinokékařský význam

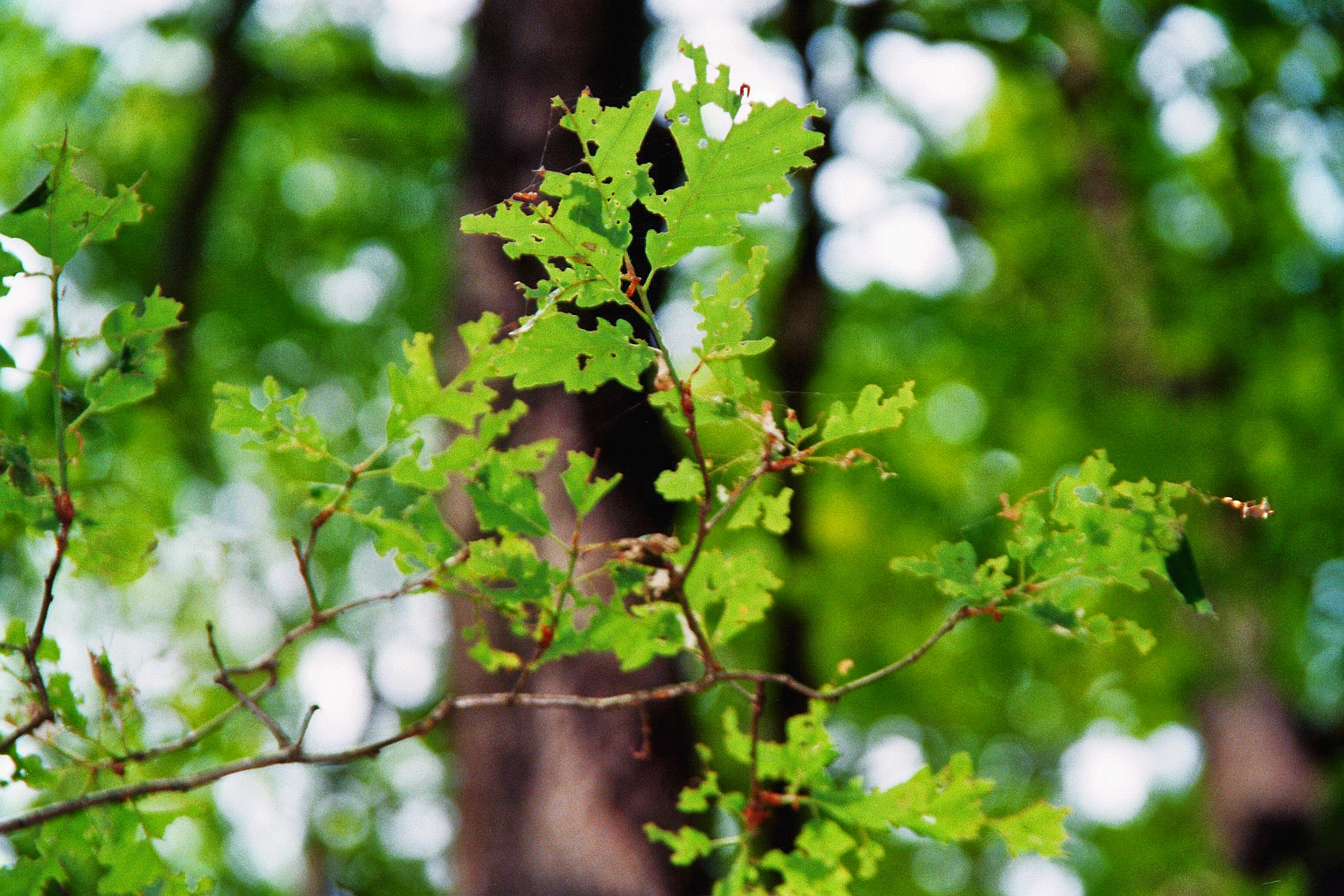
Požerky obaleče dobového.

Obaleč dubový je obávaný patogen listnatých dřevin. Vyskytuje se v populačních vlnách. Při nich dochází jen zřídka k úplným holožírům. Obaleč dubový může žírem oslabovat stromy které mohou podlehnout a uhynout díky dalším faktorům, jako je sucho. Některé oblasti jsou nálety obaleče dubového ovlivněny v různé míře každý rok, jiné jen občas. Patogen poškozuje horní část koruny.
Příznakem napadení je přítomnost housenek, které od konce dubna vyžírají pupeny. Později housenky spřádají listy do ruličky, kde hledají úkryt. Dospělec je poměrně typický, podobná je ale zeleněnka vrbová (Earias clorana). Housenky lze zaměnit s jiným druhem čeledě.
Ochrana rostlin spočívá v biologickém boji pomocí Bacillus thuringiensis. Uvedenou složku obsahuje například přípravek FORAY 48 B. K chemické ochraně je možno použít insekticidy.* TREBON 10 F
- TREBON 30 EC